# Oughtibridge

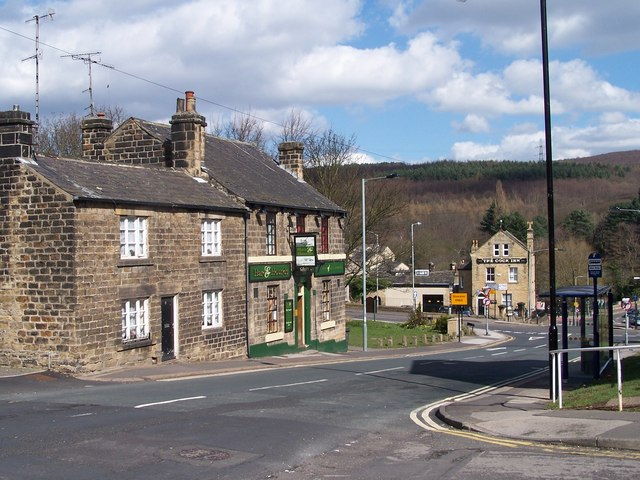
Dorpscentrum van Oughtibridge, 2008

Oughtibridge (spreek uit: /'uːtɪˌbrɪdʒ/) is een dorp aan de noordwestelijke rand van Sheffield, ongeveer 8 kilometer van het stadscentrum verwijderd. Het ligt in de vallei van de Don en telt ruim 3500 inwoners. Oughtibridge is grotendeels een dorp van pendelaars die in Sheffield werken; het dorp heeft een busverbinding met het Sheffieldse tramnetwerk vanuit Middlewood. Oughtibridge ligt op de A6102, de lange verbindingsweg tussen Hillsborough en Manchester via Stocksbridge; in Oughtibridge wordt deze in twee afzonderlijke wegen met eenrichtingsverkeer gesplitst. Eén kilometer ten westen van de kern Oughtibridge bevindt zich het gehuchtje Onesacre. In Oughtibridge ligt een bos, Beeley Wood geheten. De 16de-eeuwse Oughtibridge Hall is een beschermd monument. Oughtibridge maakt deel uit van de civil parish Bradfield; ten zuiden ligt Worrall en ten noorden Wharncliffe Side.

## Geschiedenis
Omstreeks het jaar 1150 bevond zich hier een doorwaadbare plek in de Don, die bewaakt werd door een zekere Oughtred, bijgenaamd Oughty. Toen er een brug over de Don werd aangelegd, werd die dan ook Oughty’s Bridge genoemd, hetgeen de oorsprong van de naam is. In 1161 werd het dorp voor het eerst vermeld als ‘Ughtinabrigg’ in een document van de Priorij van Ecclesfield aangaande graasrechten in het dorp, dat ondertekend werd door Oughtreds zoon Ralph. Rond de plek ontstond geleidelijk een kleine landbouwgemeenschap, die tot medio 18de eeuw van zeer bescheiden omvang zou blijven: tot de Industriële revolutie woonden niet meer dan vijf families in Oughtibridge. 
De technologische vooruitgang bracht snelle veranderingen met zich mee, want Oughtibridge was zeer gunstig gelegen voor talrijke fabrieken, aangezien de waterkracht van de Don gebruikt kon worden om watermolens aan te drijven. De bevolking zwol aan; tegen 1891 telde Oughtibridge 1784 inwoners. De grootste fabriek in het dorp was vanaf 1871 eigendom van de familie Dixon en maakte papieren doekjes onder de merknaam Dixcel. Aanvankelijk werden hiervoor oude vodden gebruikt, maar geleidelijk aan schakelde men over op houtpulp dat geïmporteerd werd van de Finse firma Toppila Oy uit Oulu. De papierfabriek werd in 2007 gesloten en is heden eigendom van Georgia-Pacific. Een andere onderneming in het dorp was de Silica Firebricks Company, die vuurvaste stenen maakte. In 1947 werd dit de Steetley Company, die in de jaren 80 de deuren sloot. De Silica Firebrick Company doneerde in 1921 aan de gemeenschap van Oughtibridge een stuk grond, dat als terrein voor voetbal en cricket wordt gebruikt.
De bloei van deze ondernemingen was grotendeels mogelijk dankzij de aanwezigheid van een treinstation in Oughtibridge, dat op 14 juli 1845 geopend werd door de Sheffield, Ashton-under-Lyne and Manchester Railway. De Silica Firebrick Company was vlak naast het spoor gevestigd, en de papierfabriek van Dixon had een overeenkomst met de spoorwegmaatschappij voor het vervoer van ruwe grondstoffen. Het oude station Oughty Bridge sloot op 15 juni 1959 de deuren en is thans een beschermd monument.
In de 21ste eeuw is Oughtibridge vooral een residentieel dorp; in de tweede helft van de 20ste eeuw werden op grote schaal woningen gebouwd. Door de relatief korte afstand tot Hillsborough wonen in Oughtibridge vele mensen die overdag in Sheffield werken. Oughtibridge telt met 79% een zeer groot aantal huiseigenaren, terwijl het aantal huurwoningen er veel lager ligt dan in de rest van Sheffield.
Het park in Oughtibridge heet Coronation Park. De rivier die ernaast stroomt, wordt door de Sheffieldse kanoclub gebruikt. Enkele kilometers ten westen van het dorp begint het Peak District. Oughtibridge telt vier pubs.

### Onesacre

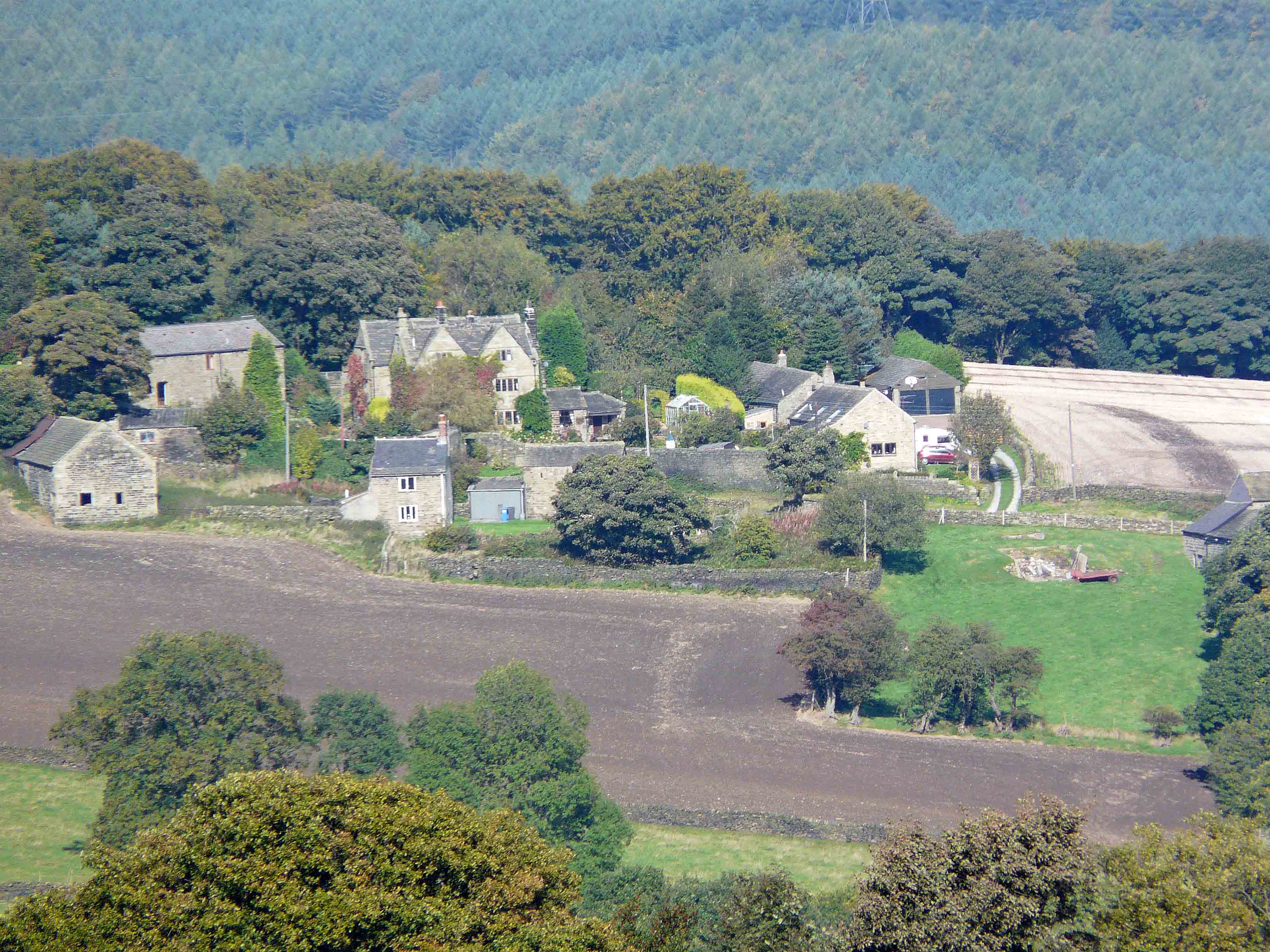
Onesacre

Het gehuchtje Onesacre, in het westen, is nog ouder dan Oughtibridge, want gaat terug tot de tijd van de Angelsaksen, toen het in het bezit van een zekere heer Godric was. De naam, toentertijd Anesacre, betekent ‘akker van An’. Na de Normandische invasie van Engeland tot circa 1380 was het in het bezit van de familie Le Rous, waarop het in het bezit van de familie Stead overging, die grote landerijen in Hallamshire bezat. De gebouwen in Onesacre dateren uit de 17de eeuw; Onesacre Hall is een beschermd monument. Onesacre staat vermeld in het Domesday Book.